# Darcy Kaminski
Pour les articles homonymes, voir Kaminski.
Darcy Kaminski (né le 10 mai 1964 à Lethbridge, dans la province de l'Alberta au Canada) est un joueur professionnel canadien de hockey sur glace.

## Carrière en club
En 1990, il commence sa carrière avec les Admirals de Hampton Roads dans la East Coast Hockey League. 

## Statistiques
| Saison    | Équipe                    | Ligue |    | Saison régulière | Saison régulière | Saison régulière | Saison régulière | Saison régulière |   | Séries éliminatoires | Séries éliminatoires | Séries éliminatoires | Séries éliminatoires | Séries éliminatoires |
| Saison    | Équipe                    | Ligue | PJ | B                | A                | Pts              | Pun              | PJ               | B | A                    | Pts                  | Pun                  |                      |                      |
| 1987-1988 | Broncos de Lethbridge     | LHOu  | 11 | 0                | 0                | 0                | 17               | -                | - | -                    | -                    | -                    |                      |                      |
| 1982-1983 | Broncos de Lethbridge     | LHOu  | 71 | 2                | 11               | 13               | 69               | 17               | 0 | 3                    | 3                    | 8                    |                      |                      |
| 1983-1984 | Broncos de Lethbridge     | LHOu  | 71 | 5                | 15               | 20               | 96               | 5                | 0 | 0                    | 0                    | 4                    |                      |                      |
| 1984-1985 | Broncos de Lethbridge     | LHOu  | 64 | 11               | 46               | 57               | 149              | 4                | 1 | 4                    | 5                    | 17                   |                      |                      |
| 1985-1986 | Université de Lethbridge  | CIAU  | 11 | 3                | 9                | 12               | 46               | -                | - | -                    | -                    | -                    |                      |                      |
| 1990-1991 | Admirals de Hampton Roads | ECHL  | 42 | 5                | 14               | 19               | 132              | 11               | 0 | 2                    | 2                    | 58                   |                      |                      |
| 1991-1992 | Admirals de Hampton Roads | ECHL  | 24 | 2                | 5                | 7                | 110              | -                | - | -                    | -                    | -                    |                      |                      |
| 1992-1993 | Knights de Nashville      | ECHL  | 42 | 3                | 6                | 9                | 133              | 3                | 0 | 0                    | 0                    | 6                    |                      |                      |
| 1993-1994 | Thunder de Wichita        | LCH   | 19 | 0                | 1                | 1                | 6                | 4                | 0 | 0                    | 0                    | 21                   |                      |                      |
| 1994-1995 | Thunder de Wichita        | LCH   | 24 | 1                | 3                | 4                | 38               | -                | - | -                    | -                    | -                    |                      |                      |
| 1996-1997 | Thunder de Wichita        | LCH   | 45 | 1                | 7                | 8                | 91               | -                | - | -                    | -                    | -                    |                      |                      |

## Carrière d'entraîneur

### Statistiques d'entraîneur
Mis à jour le 10 mars 2009
| Saison    | Équipe                    | Ligue |  | PJ | V | D | Pr |  | Séries éliminatoires |
| 1989-1990 | Hurricanes de Lethbridge  | LHOu  |  |    |   |   |    |  |                      |
| 1991-1992 | Admirals de Hampton Roads | ECHL  |  |    |   |   |    |  |                      |